# Гай Антон Анатолійович
Антон Анатолійович Гай (нар. 25 лютого 1986, Запоріжжя, СРСР) — український футболіст і футзаліст. Гравець запорізького футзального клубу «Запоріжпромгруп».

## Біографія

### Клубна кар'єра

#### Футбол
Вихованець запорізького «Металурга», тренер Микола Роздобудько. 9 червня 2002 дебютував у Другій лізі за «Металург-2» в матчі проти київської «Оболонь-2» (1:1). 10 червня 2007 дебютував в основі «Металурга» в Вищій лізі в матчі проти ФК «Харків» (3:1). У наступному матчі проти донецького «Шахтаря» (0:2), забив гол і зіграв проти рідного брата Олексія. У жовтні 2009 року перейшов в маріупольський «Іллічівець» на правах вільного агента.
У березні 2010 року повернувся в запорізький «Металург».

#### Футзал
2014 року почав футзальну кар'єру у складі одеського «МКВ».
Перед стартом сезону 2018/19 приєднався до іншого одеського клубу — «Епіцентру К Авангард».
На початку 2019 року покинув «Епіцентр К Авангард» і за сімейними обставинами повернувся в рідне Запоріжжя, де поповнив склад «АРПИ Запоріжжя».

### Кар'єра в збірній
Виступав за юнацькі збірні України до 17 і до 19 років.

## Особисте життя
У нього є старший брат Олексій, він також професійний футболіст, гравець донецького «Олімпіка» і екс-гравець збірної України.